# Dirphya uniformis
Dirphya uniformis là một loài bọ cánh cứng trong họ Cerambycidae.